# 旭川地方裁判所
旭川地方裁判所（あさひかわちほうさいばんしょ）は、北海道旭川市にある日本の地方裁判所の一つで、北海道を管轄している。略称は、旭川地裁（あさひかわちさい）。名寄、紋別、留萌、稚内に支部を置いている。
北海道のうち、上川・留萌・宗谷の全域と、空知のうち深川市・雨竜郡、オホーツク地域のうち紋別市・郡（遠軽町・湧別町を除く）を管轄区域としている。地方裁判所本庁の中では日本最北に位置する。本庁のほか、名寄支部（名寄市）・紋別支部（紋別市）・留萌支部（留萌市）・稚内支部（稚内市）の4つの支部を旭川家庭裁判所との地家裁支部として設置している。
管内には、旭川・名寄・紋別・留萌・稚内・深川・富良野・中頓別・天塩の9つの簡易裁判所が設置されている。また、旭川に検察審査会も設置されている。

## 所在地
- 本庁：北海道旭川市花咲町4丁目  北緯43度47分30.5秒 東経142度22分17.6秒 / 北緯43.791806度 東経142.371556度
道北バス・旭川電気軌道花咲町4丁目バス停留所下車徒歩約2分
- 名寄支部：北海道名寄市西4南9  北緯44度20分50.9秒 東経142度27分23.9秒 / 北緯44.347472度 東経142.456639度
JR宗谷線名寄駅下車徒歩約15分
- 紋別支部：北海道紋別市潮見町1-5-48  北緯44度21分21.4秒 東経143度21分7.2秒 / 北緯44.355944度 東経143.352000度
紋別ターミナル下車徒歩約5分
- 留萌支部：北海道留萌市沖見町2  北緯43度55分59.3秒 東経141度38分16.5秒 / 北緯43.933139度 東経141.637917度
道北バス・沿岸バス・中央バス留萌十字街バス停留所下車徒歩約15分
沿岸バス沖見町2丁目バス停留所下車徒歩約5分
- 稚内支部：北海道稚内市潮見1-3-10  北緯45度23分36.5秒 東経141度41分48.4秒 / 北緯45.393472度 東経141.696778度
JR宗谷線南稚内駅下車徒歩約15分
宗谷バス潮見1丁目バス停留所下車徒歩約5分

## 管轄
本庁
- 旭川市・上川郡（鷹栖町・東神楽町・当麻町・比布町・愛別町・上川町・東川町・美瑛町）・深川市・雨竜郡（妹背牛町・秩父別町・雨竜町・北竜町・沼田町・幌加内町）・富良野市・空知郡（上富良野町・中富良野町・南富良野町）・勇払郡占冠村

留萌支部
- 留萌市・増毛郡増毛町・留萌郡小平町・苫前郡（苫前町・羽幌町・初山別村）

稚内支部
- 稚内市・宗谷郡猿払村・利尻郡（利尻町・利尻富士町）・礼文郡礼文町・天塩郡（遠別町・天塩町・幌延町・豊富町）

紋別支部
- 紋別市・紋別郡（滝上町・興部町・西興部村・雄武町）

名寄支部
- 名寄市・士別市・上川郡（和寒町・剣淵町・下川町）・中川郡（美深町・音威子府村・中川町）・枝幸郡（浜頓別町・中頓別町・枝幸町）

※ただし、行政事件・執行事件（不動産競売、債権、財産開示）・合議事件・少年事件および裁判員裁判は本庁で取り扱う。

## 歴代所長
（任期の後ろは異動先）
- 稲葉威雄（1992年 - 1994年 札幌地方裁判所所長）
- 鬼頭季郎（1996年4月 - 1997年10月 東京高等裁判所部総括判事）
- 吉本徹也（1997年10月 - 1999年2月 札幌地方裁判所所長）
- 中路義彦（2003年9月 - 2004年11月 奈良地方裁判所・奈良家庭裁判所所長）
- 井上稔（2004年11月 - 2006年11月　仙台高等裁判所部総括判事）
- 梅津和宏（2006年11月 - 2009年1月　札幌地方裁判所所長）
- 八木良一（2009年1月 - 2010年2月　大阪高等裁判所判事）
- 小野剛(2010年2月 - 2011年7月　依願退官）
- 奥田正昭（2011年7月 - 2013年3月 札幌地方裁判所所長）
- 渡邉康（2013年3月 - 2014年12月 依願退官）
- 竹内純一（2014年12月 - 2016年4月 札幌高等裁判所部総括判事）
- 戸田久（2016年4月 - 2018年4月 名古屋高等裁判所部総括判事）
- 栗原壯太（2018年4月 - 2021年2月 札幌家庭裁判所所長[2]）
- 鈴木正弘（2021年2月 - 2022年10月 岐阜地方裁判所・岐阜家庭裁判所所長[3]）
- 石垣陽介（2022年10月 - [4]）